# Кліщинці
Клі́щинці — українське село у Золотоніському районі Черкаської області. Входить до складу Іркліївської сільської громади. Розташоване на лівому березі Кременчуцького водосховища за 90 км від обласного центру — міста Черкаси.
На півдні село сусідить з селами Вереміївка та Жовнине, на північному заході з селом Тимченки.

## Минуле
Поблизу села виявлено поселення черняхівської культури та городище часів Київської Русі.
Село відоме з XVII століття. За переказами, близько 1640 року в урочищі Бурти на берегах річки Сули вперше поселився козак Кліщ, від чого й походить назва Кліщинці.
На початок 1700 року в селі налічувалось 193 двори. Мешканці займались хліборобством, скотарством, виробляли селітру. На березі річки Сули працював селітровий завод.
У той час адміністративно Кліщинці входили до Чигирин-Дібровської та пізніше Жовнинської сотні Лубенського полку.
В 1767–1770 роках у селі, під час Коліївщини відбулося повстання козаків і селян, одним з ватажків якого був козак Максим Огієнко, предок українського митрополита Івана Огієнка. Після повстання родина Максима переїхала на Київщину і з часом оселилася у м.Брусилів.
З 1779 року у селі є Іліїнська церква.
За описом 1781 року у селі було 552 душі. Село було у володінні різного звання «казених людей», козаків і власників.
Зі скасуванням полково-сотенного устрою на Лівобережній Україні Кліщинці перейшли до Городиського повіту Київського намісництва.
Село є на мапі 1800 року.
Від початку ХІХ ст. Кліщинці у складі Золотоніського повіту Полтавської губернії. Пізніше також у Жовнинській волості цього повіту.
На початку XX століття в селі було 398 господарств, 2229 мешканців, 68 з них грамотних, 2273 десятин землі, кузня, лавка, шинок. Було дві школи: земська, де працювало два вчителі і навчалось 65 дітей і церковнопарафіяльна — 32 учні.

### Радянський період
У радянський період в 1920-х роках село Кліщинська сільська рада входила до Вереміївського району Золотоніського округу Полтавської губернії та пізніше до Жовнинського району Кременчуцького округу.
В роки голодомору в селі 829 мешканців померли голодною смертю.
У роки Другої світової війни на фронти з села пішли 509 чоловік, 336 з них загинули, 269 були вивезені на роботи до Німеччини. За період окупації 20 мешканців було розстріляно та повішено. За мужність і відвагу, виявлену в бойових діях з ворогом, 198 мешканців села нагороджені орденами і медалями СРСР. Мешканцю села капітану Орлу Івану Яковичу посмертно присвоєно звання Герой Радянського Союзу. У селі споруджено обеліск Слави загиблим односельчанам та пам'ятник військовим СРСР, що відвоювали село.
Станом на 1946 рік село Кліщинці мало власну сільську раду у складі Градизького району Полтавської області.
У 1957 році в селі починає працювати комісія Полтавського гідросільелектро з переселення людей із зони затоплення водами Кременчуцького водосховища. Вже 1959 року село майже переселено «на гору». До складу нового села були приєднані села Матвіївка і Галицьке.
На початку 1960-х років Кліщинці нетривалий час були у складі Глобинського району Полтавської області.
27 січня 1964 р., враховуючи клопотання жителів сіл Вереміївки, Жовниного, Кліщинців, Тимченків Глобинського району Полтавської області, їх територію включено до складу Золотоніського району (з січня 1965 до кінця 2020 року — Чорнобаївського району) Черкаської області. З 2021 року — в складі нового Золотоніського району.
Станом на 1972 рік у селі працював колгосп ім. Суворова, який обробляв 3075 га землі, у тому числі 2976 га орної. Колгосп займався вирощуванням зернових культур і тваринництвом. В селі працювали восмирічна школа, клуб на 300 місць, бібліотека з фондом 10,7 тисяч книг, фельдшерсько-акушерський пункт.

## Сучасність
Сьогодні в селі працює школа, де навчається приблизно 82 учнів, дитячий садок «Колосочок» на 90 дітей, відділення зв'язку, фельдшерсько-акушерський пункт, будинок культури, бібліотека, консервний завод, магазини. Усі вулиці села заасфальтовано.
У селі функціонує Літературно-меморіальний музей імені Михайла Старицького. 15 грудня 2015 року, з нагоди 175-річчя від дня народження М. Старицького, було відкрито його оновлену експозицію.

## Населення

### Мова
Розподіл населення за рідною мовою за даними перепису 2001 року:
| Мова       | Кількість | Відсоток |
| ---------- | --------- | -------- |
| українська | 1257      | 96.17%   |
| російська  | 44        | 3.37%    |
| румунська  | 4         | 0.30%    |
| білоруська | 1         | 0.08%    |
| вірменська | 1         | 0.08%    |
| Усього     | 1307      | 100%     |

## Люди
Уроженцями села є:
- Михайло Петрович Старицький (1839—1904) — відомий український письменник і театральний діяч;
- Іван Оникійович Вирган — український радянський поет;
- Орел Іван Якович (* 8 лютого 1914 — † 27 червня 1944) — Герой Радянського Союзу[13].
- Білецька Марія Кузьмівна — доктор ветеринарних наук, доцент Київського ветеринарного інституту;
- Мовчан Микола Порфирович — доктор біологічних наук;
- Рець Надія Григорівна — доктор педагогічних наук;
- Горбенко Ганна Михайлівна — доктор економічних наук.
- Яценко Олександр Васильович (1968—2022) — головний сержант Збройних Сил України, учасник російсько-української війни.